# Eduard Schwartz
Eduard Schwartz (Kiel, 22 de agosto de 1858 - Munique, 13 de fevereiro de 1940) foi um filólogo clássico alemão.
Estudou com Hermann Sauppe em Göttingen, com Hermann Usener e Franz Bücheler em Bonn, com Theodor Mommsen em Berlim e com Ulrich von Wilamowitz-Moellendorff em Greifswald. Em 1880 obteve seu doutorado pela Universidade de Bonn.
Em 1884 tornou-se professor na Universidade de Bonn e mais tarde foi nomeado professor de filologia clássica na Universidade de Rostock (1887). Depois disso, ele ocupou cátedras em várias universidades, incluindo Giessen (1893), Estrasburgo (1897), Göttingen (1902) e Freiburg (1909). Em 1914 regressou a Estrasburgo, onde ocupou o cargo de reitor da universidade em 1915/16. Em 1919, ele sucedeu Otto Crusius na Universidade de Munique.
Ele é autor de vários artigos e obras especializadas sobre história antiga e filologia clássica da Grécia e Roma, incluindo vários artigos para a enciclopédia Pauly-Wissova. Sua obra-prima foi a publicação das atas dos concílios ecumênicos a partir de Éfeso (431). A publicação das obras de Eusébio na série GCS também começou.